# Cespitularia subviridus
Cespitularia subviridus är en korallart som först beskrevs av Jean René Constant Quoy och Joseph Paul Gaimard 1833.  Cespitularia subviridus ingår i släktet Cespitularia och familjen Xeniidae. Inga underarter finns listade i Catalogue of Life.